# 利益關係人管理
利益關係人管理（Stakeholder management）為專案管理中最關鍵的部分，無論專案類型為一般專案或是軟體開發專案皆同。所謂的利益關係人泛指能夠影響專案進行的任何人、團體或組織，或查覺到專案將受到影響的某項程序。有效的專案利益關係人管理，能夠適當管理他們對專案的期望和預期的目標。至於利益關係人管理，則為標準程序與控制原則，然而相關程序與原則必須事先計畫與制定。企業、組織中利益關係人管理常使用識別利益關係人、制定優先權利益關係人、關鍵利益關係人的管理方法進行利益關係人管理策略的擬定。